# Henryk Kaczorowski
Henryk Kaczorowski (ur. 10 lipca 1888 w Bierzwiennej, zm. po 6 maja 1942 w Alkoven) – polski duchowny katolicki, rektor Wyższego Seminarium Duchownego we Włocławku, błogosławiony Kościoła katolickiego.

## Życiorys
Był synem Andrzeja i Julii z Wapińskich. Kształcił się w Wyższym Seminarium Duchownym we Włocławku i Akademii Duchownej w Petersburgu, zdobywając wykształcenie filozoficzno-teologiczne. Święcenia kapłańskie przyjął 13 czerwca 1914 roku. Po zakończeniu I wojny światowej kontynuował studia na Katolickim Uniwersytecie Lubelskim, gdzie za rozprawę o roli uczuć w życiu człowieka, według doktryny Tomasza z Akwinu uzyskał doktorat z teologii (1922).
W czasie wojny był przez pewien okres proboszczem sanktuarium maryjnego w Licheniu, a po zakończeniu studiów objął funkcję dyrektora liceum we Włocławku i zaczął wykładać teologię moralną w tamtejszym seminarium. W latach 1925–1928 pełnił obowiązki redaktora naczelnego „Ateneum Kapłańskiego”, a w 1930 roku został wyniesiony do godności kanonika kapituły katedralnej. Stan zdrowia przerwał prowadzenie włocławskiej uczelni, której był rektorem w okresie od 1928 do 1939. W uznaniu jego zasług dla diecezji uhonorowany został godnością prałata papieskiego (1939).
Po wybuchu II wojny światowej został aresztowany przez Gestapo 7 listopada 1939 i 3 kwietnia 1941 przewieziony do niemieckiego obozu koncentracyjnego Dachau i zarejestrowany jako numer 24547.
Ostatnimi zanotowanymi jego słowami jest pożegnanie:

My się nie łudzimy; my wiemy, co nas czeka. „Pan mym pasterzem, nie brak mi niczego”. Przyjmujemy z rąk Bożych to, co nas czeka. Módlcie się, abyśmy wytrwali, a my również będziemy modlić się za was – tam – i wskazał ręką ku niebu.

Dnia 06 maja 1942 roku został przewieziony do Hartheim i zamordowany.

## Znaczenie
Był recenzentem i autorem wielu artykułów o tematyce teologiczno-moralnej, ascetycznej, społecznej. Brał udział w wielu międzynarodowych sympozjach naukowych z których publikował relacje. Owocem jego pracy jest fakt, że z grona jego wychowanków wywodzi się pięciu Sług Bożych: ks. Edward Grzymała, ks. Józef Kurzawa, ks. Leon Nowakowski, al. Tadeusz Dulny, al. Bronisław Kostkowski. Przez całe życie rozmodlony, umarł w opinii świętości.
Beatyfikowany przez papieża Jana Pawła II w Warszawie 13 czerwca 1999 w grupie 108 polskich męczenników.